# Decongestionante nasale
Un decongestionante nasale è un farmaco che ha la capacità di ridurre la congestione nasale.
La congestione della mucosa nasale può essere dovuta ad una dilatazione della rete dei vasi sanguigni a livello nasale. Ciò provoca un aumento della secrezione del muco nonché l'ispessimento della mucosa nasale che è causa dello stato congestizio. I farmaci utilizzati per decongestionare la mucosa sono di solito applicati per via topica sotto forma di spray nasali, sebbene esistano anche preparazioni per uso orale.
La maggior parte di questi farmaci agisce causando vasocostrizione a livello della mucosa nasale agendo sui recettori adrenergici.

## Comuni decongestionanti
- Efedrina
- Fenilefrina
- Fenilpropanolamina
- Levo-metamfetamina
- Levonordefrina
- Nafazolina
- Oximetazolina
- Propilexedrina
- Pseudoefedrina
- Sinefrina
- Tuaminoeptano
- Xilometazolina